# Affaire de la Brossinière
 (mars 2019).
Si vous disposez d'ouvrages ou d'articles de référence ou si vous connaissez des sites web de qualité traitant du thème abordé ici, merci de compléter l'article en donnant les références utiles à sa vérifiabilité et en les liant à la section « Notes et références ».
 (juin 2021).
Chouannerie
L’Affaire de la Brossinière est une escarmouche durant la Chouannerie entre des chouans et des républicains. Le 18 juin 1793, après avoir désarmé les partisans républicains du Bourgneuf, Jean Chouan et sa bande gagnent les landes du Saudre et de la Brossinière (ou Brécinière) et y interceptent huit soldats républicains qui rentrent de Nantes et vont vers Ernée. Ils en tuent un, en blessent un autre et font deux prisonniers.
La Brossinière est le lieu d'une autre bataille du Moyen Âge : la bataille de la Brossinière.

## Contexte
Le 18 juin 1793, alors que la Vendée est entrée en rébellion et qu'elle bouscule les troupes républicaines, se déroule un accrochage au lieu-dit La Brossinière en Bourgon. Il met en scène les frères Cottereau, dont Jean Chouan et les frères Pinçon, membres de la Chouannerie.

### La défense de Nantes
Le 26 avril 1793, le général Jean Baptiste Camille Canclaux, commandant par intérim l'armée des côtes de Brest donne ordre au Directoire de Laval de lever un bataillon de volontaires dans la Mayenne, afin de voler au secours des troupes républicaines qui font face à une nuée vendéenne désireuse de passer la Loire et de rejoindre Granville, où, selon les chefs royalistes, Lord Moira doit faire débarquer des secours en hommes et matériel. Le chemin le plus court et le plus commode serait de passer par Nantes, puis Rennes. C'est pour défendre Nantes que les républicains ont besoin d'un renfort de six cents Mayennais, bien armés, bien chaussés.
Pour la Mayenne, ce renfort est constitué dès le lendemain et est envoyé à Saint-Georges, un cantonnement situé tout près de Nantes. On sait que cette ville résistera à l'invasion, contrairement à Saumur, prise le 9 juin et à Angers, prise le 12.

## L'affaire
Le 19 juin 1793, une bande d'une trentaine de Chouans tente deux expéditions, l'une au Bourgneuf où, dans la matinée, ils maltraitent le maire, les officiers municipaux et tous les citoyens favorables à la République dans le but de les désarmer et de s'emparer de leurs armes. Une autre mission capitale les attend : ils doivent se diriger vers Bréal pour en chasser le curé intrus François Le Roy et récupérer des fusils destinés à armer une garde nationale.
Vers deux heures de l'après-midi, ils se trouvent au niveau de la Brossinière et entrent chez le laboureur-cabaretier François Baron, où ils se désaltèrent. Ils ont pris soin de laisser une sentinelle à la porte. Tout à coup, celle-ci se met à crier "Aux armes aristocrates !" Elle a vu, montant du chemin gravelais, des habits bleus. Tout le monde se disperse dans la lande avant de s'apercevoir que les soldats ne sont que huit. Ils font partie du 3e bataillon de la Mayenne, et rentrent chez eux après avoir déserté.
Michel Le Royer, Michel Hardy, tous les deux chapeliers, Jean Védis, coutelier, Michel Robert, tanneur, Guillaume Gontier, maçon, Jean Poirier, Michel Letourneux, cordonnier, habitent tous Ernée. François Trideau est de Juvigné. Voyant les Chouans bien plus nombreux qu'eux, ils tentent de s'enfuir, les uns vers la Gravelle, d'autres vers le Bourgneuf. Dans la fusillade, Jean Poirier dit "La Fleur" est abattu. Michel Le Royer, Jean Védis et Michel Hardy n'échappent pas aux Chouans qui les constituent prisonniers. Le cadavre de La Fleur est amené chez la veuve Buron et les trois volontaires sont invités, moyennant quelques "maltraitements" à prier pour le repos de leur camarade abattu.
Les frères Cottereau (Jean et François), Julien Pinçon, Julien Duperray font partie de la bande des brigands présents ce jour-là. Les Cottereau exigent que le cadavre du soldat abattu soit inhumé au cimetière de Bourgon. On trouve une charrette et deux chevaux chez un particulier et  on y charge le cadavre, derrière lequel doivent marcher les trois prisonniers. Au bourg, on met à contribution François Pouillard, un « pataud ».
Les Chouans sont très embarrassés de leurs trois prisonniers, dont l'un porte un uniforme maintenant en charpie, et qui craignent pour leur vie. L'un d'eux mentionne le nom de Barthélémy Le Rétrif, sieur de la forge, ancien procureur syndic de Bourgon, marchand demeurant à Courboray. Une chance pour eux car le vieil homme est un oncle par alliance des Cottereau. Celui-ci les détermine à laisser partir les trois soldats républicains, bien que Jean Védis, dont le père a acheté des biens ayant appartenu à un noble d'Ernée, n'est pas vraiment un "gars bien" à leurs yeux.
Ces négociations se poursuivant, Julien Pinçon et ses hommes ne trouvent aucun intérêt à regarder le fossoyeur creuser la tombe. Ils en profitent pour enlever les armes chez Jeanne Marie Oger, dame de Martinet, veuve du notaire Paul Bodin et s'en prennent également au maire, Jean Sauvé, à qui ils prennent de force un pistolet, le second n'ayant aucun intérêt car gravé à son nom. Maltraité une fois de plus par les chouans, il s'enfuit vers Vitré, abandonnant ses biens et sa femme. Le lendemain, 19 juin, il enverra sa lettre de démission au directoire d'Ernée, souhaitant se retirer et demeurer à Vitré.
François Pouillard a fini de creuser la tombe et Laurent Blin, aubergiste et « pataud » lui aussi, est mis en demeure de fournir une planche sur lequel est déposé le cadavre de La Fleur, tandis que sa femme, Jeanne Coutard, doit assister à l'inhumation pour la convaincre de ce qui l'attend si elle avait le malheur de trop parler.
Les trois prisonniers des Cottereau poursuivent leur chemin vers Juvigné et Ernée et la bande des chouans  se disperse dans les environs de Bourgon. Le lendemain, ils se dirigent vers Bréal pour en chasser le curé intrus et se saisir des armes.
Le 19 juin, les membres du Directoire d'Ernée envoient au Directoire départemental un courrier ainsi rédigé: "Le sang de vos frères a coulé hier au soir à Bourgon. Un volontaire de cette ville qui a passé sur la paroisse y a été inhumainement assassiné par la ligue des chouans. Tous les patriotes de ces contrées sont désarmés. D'avant hier, la municipalité du Bourgneuf l'a été aussi et cruellement maltraitée". Le lendemain, 20 juin, les gardes nationaux d'Ernée investissent le bourg de Bourgon, déterrent le cadavre de La Fleur "pour en faire l'ouverture".